# Autolico
Autolico (in greco antico: Aὐτόλυκος?, Aytólykos) è un personaggio della mitologia greca, sposo di Anfitea.

## Mitologia
Autolico, fratello gemello di Filammone, è figlio del dio Ermes (o di Bedalione) e di Chione figlia di Dedalione.
 Fu il re di Acarnania.
È il padre di Anticlea, che sposando Laerte partorì Ulisse, il quale erediterà la sua proverbiale astuzia proprio da questi antenati.

Autolico invece, ereditò dal padre Ermes, il dio dei ladri, il dono di riuscire a rubare a chiunque senza mai venire scoperto e soltanto Sisifo, figlio di Eolo (non il dio dei venti, ma il nonno di quest'ultimo), era considerato superiore a lui nell'arte dell'inganno, tanto da irritare lo stesso Zeus, che lo condannò a una dura fatica.
Autolico è citato anche nell'Iliade (libro X) per aver rubato l'elmo di cuoio di Amintore, che fu poi dato al nipote Ulisse.
Nell'Odissea Vien detto nel libro XIX che curò Ulisse ferito alla coscia durante la caccia al cinghiale.
Viene annoverato anche fra i partecipanti della spedizione intrapresa dagli Argonauti.

### Pareri secondari
Tradizioni più tarde affermano che sua moglie fu Mestra figlia di Erisittone.

## Il personaggio nella cultura di massa

### Nel cinema e in televisione
- Bruce Campbell ha interpretato Autolico in 10 episodi di Hercules e in 8 di Xena - Principessa guerriera.
- Rufus Sewell impersona il personaggio mitologico nel film Hercules - Il guerriero.

### Nella letteratura moderna
- Autolico è il protagonista della serie di librogame Hellas Heroes (Francesco di Lazzaro & Mauro Longo, Edizioni Librarsi), dove viene ritenuto figlio di Ermes e Chione.